# بترا بيترز
بترا بيترز (بالألمانية: Petra Peters) (و. 1925 – 2004 م) هي ممثلة، وممثلة أفلام، من ألمانيا، ولدت في رمشايد، توفيت في ميونخ، عن عمر يناهز 79 عاماً.

## وصلات خارجية
- بترا بيترز على موقع IMDb (الإنجليزية)
- بترا بيترز على موقع أول موفي (الإنجليزية)
- بترا بيترز على موقع قاعدة بيانات الأفلام السويدية (السويدية)
- بترا بيترز على موقع قاعدة بيانات الفيلم (الإنجليزية)
- بترا بيترز على موقع كينوبويسك (الروسية)